# Vallois
Pour les articles homonymes, voir Vallois (homonymie).
Pour les articles ayant des titres homophones, voir Valois.
Vallois est une commune française située dans le département de Meurthe-et-Moselle, en région Grand Est.

## Géographie
| Gerbéviller |         | Moyen     |
| Seranville  | Vallois |           |
| Mattexey    |         | Magnières |

### Hydrographie
La commune est dans le bassin versant du Rhin au sein du bassin Rhin-Meuse. Elle est drainée par la Mortagne et le ruisseau de Boiret,.
La Mortagne, d'une longueur de 75 km, prend sa source dans la commune de Saint-Léonard et se jette  dans la Meurthe à Mont-sur-Meurthe, après avoir traversé 26 communes. Les caractéristiques hydrologiques de la Mortagne sont données par la station hydrologique située sur la commune de Gerbéviller. Le débit moyen mensuel est de 5,37 m3/s. Le débit moyen journalier maximum est de 133 m3/s, atteint lors de la crue du 3 octobre 2006. Le débit instantané maximal est quant à lui de 244 m3/s, atteint le même jour.

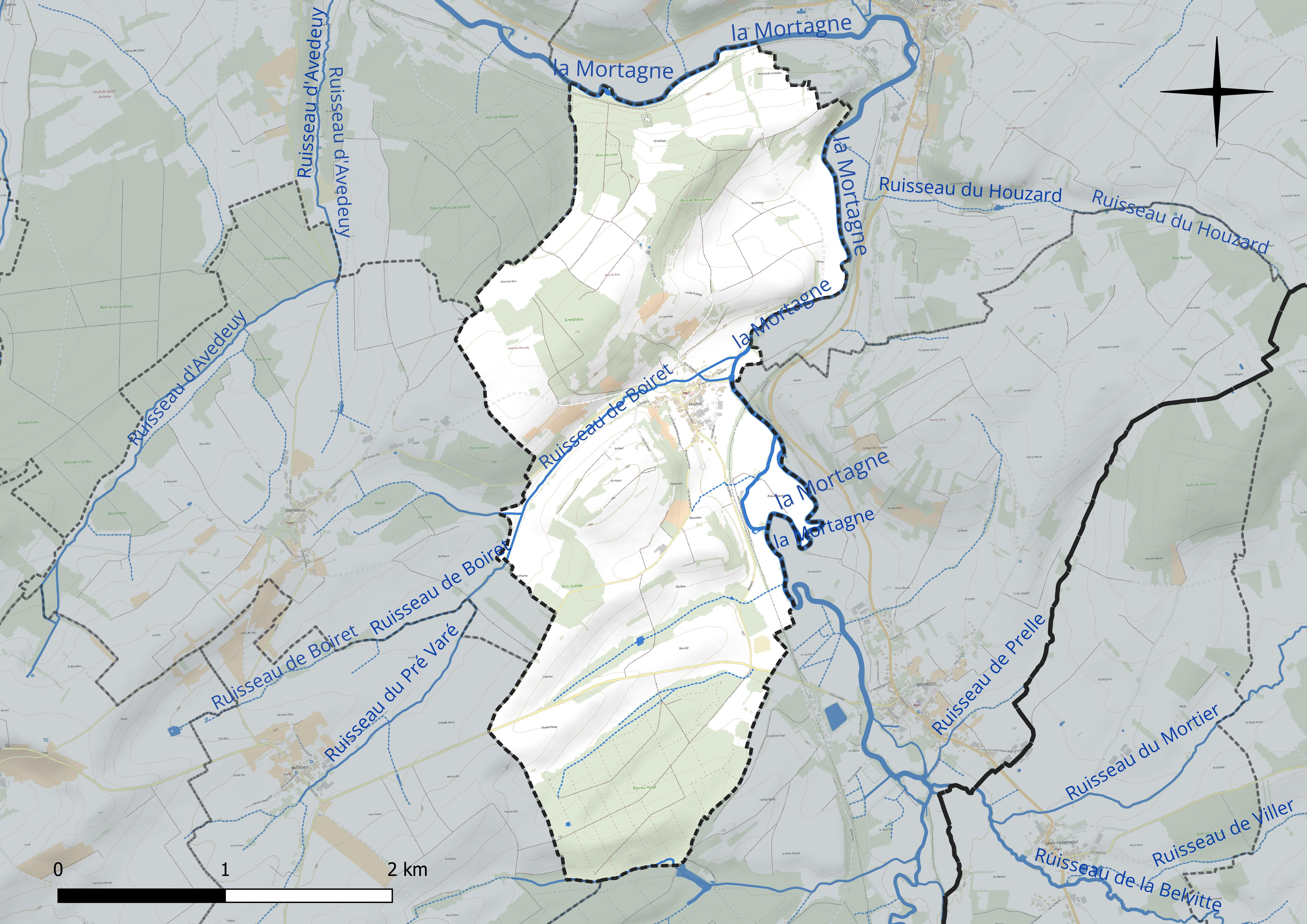
Réseau hydrographique de Vallois.

### Climat
Pour des articles plus généraux, voir Climat du Grand Est et Climat de Meurthe-et-Moselle.
En 2010, le climat de la commune est de type climat des marges montargnardes, selon une étude du Centre national de la recherche scientifique s'appuyant sur une série de données couvrant la période 1971-2000. En 2020, Météo-France publie une typologie des climats de la France métropolitaine dans laquelle la commune est exposée à un climat semi-continental et est dans une zone de transition entre les régions climatiques « Lorraine, plateau de Langres, Morvan » et « Vosges ».
Pour la période 1971-2000, la température annuelle moyenne est de 9,6 °C, avec une amplitude thermique annuelle de 16,7 °C. Le cumul annuel moyen de précipitations est de 947 mm, avec 12,9 jours de précipitations en janvier et 10,2 jours en juillet. Pour la période 1991-2020, la température moyenne annuelle observée sur la station météorologique de Météo-France la plus proche, « Roville », sur la commune de Roville-aux-Chênes à 9 km à vol d'oiseau, est de 10,3 °C et le cumul annuel moyen de précipitations est de 833,3 mm. 
La température maximale relevée sur cette station est de 40 °C, atteinte le 25 juillet 2019 ; la température minimale est de −24,5 °C, atteinte le 2 janvier 1971,,.
Les paramètres climatiques de la commune ont été estimés pour le milieu du siècle (2041-2070) selon différents scénarios d'émission de gaz à effet de serre à partir des nouvelles projections climatiques de référence DRIAS-2020. Ils sont consultables sur un site dédié publié par Météo-France en novembre 2022.

## Urbanisme

### Typologie
Au 1er janvier 2024, Vallois est catégorisée commune rurale à habitat dispersé, selon la nouvelle grille communale de densité à sept niveaux définie par l'Insee en 2022.
Elle est située hors unité urbaine. Par ailleurs la commune fait partie de l'aire d'attraction de Nancy, dont elle est une commune de la couronne,. Cette aire, qui regroupe 353 communes, est catégorisée dans les aires de 200 000 à moins de 700 000 habitants,.

### Occupation des sols
L'occupation des sols de la commune, telle qu'elle ressort de la base de données européenne d’occupation biophysique des sols Corine Land Cover (CLC), est marquée par l'importance des territoires agricoles (59 % en 2018), en diminution par rapport à 1990 (61,9 %). La répartition détaillée en 2018 est la suivante : forêts (37,7 %), terres arables (29,9 %), prairies (21,5 %), cultures permanentes (5,6 %), zones urbanisées (3,3 %), zones agricoles hétérogènes (2 %). L'évolution de l’occupation des sols de la commune et de ses infrastructures peut être observée sur les différentes représentations cartographiques du territoire : la carte de Cassini (XVIIIe siècle), la carte d'état-major (1820-1866) et les cartes ou photos aériennes de l'IGN pour la période actuelle (1950 à aujourd'hui).

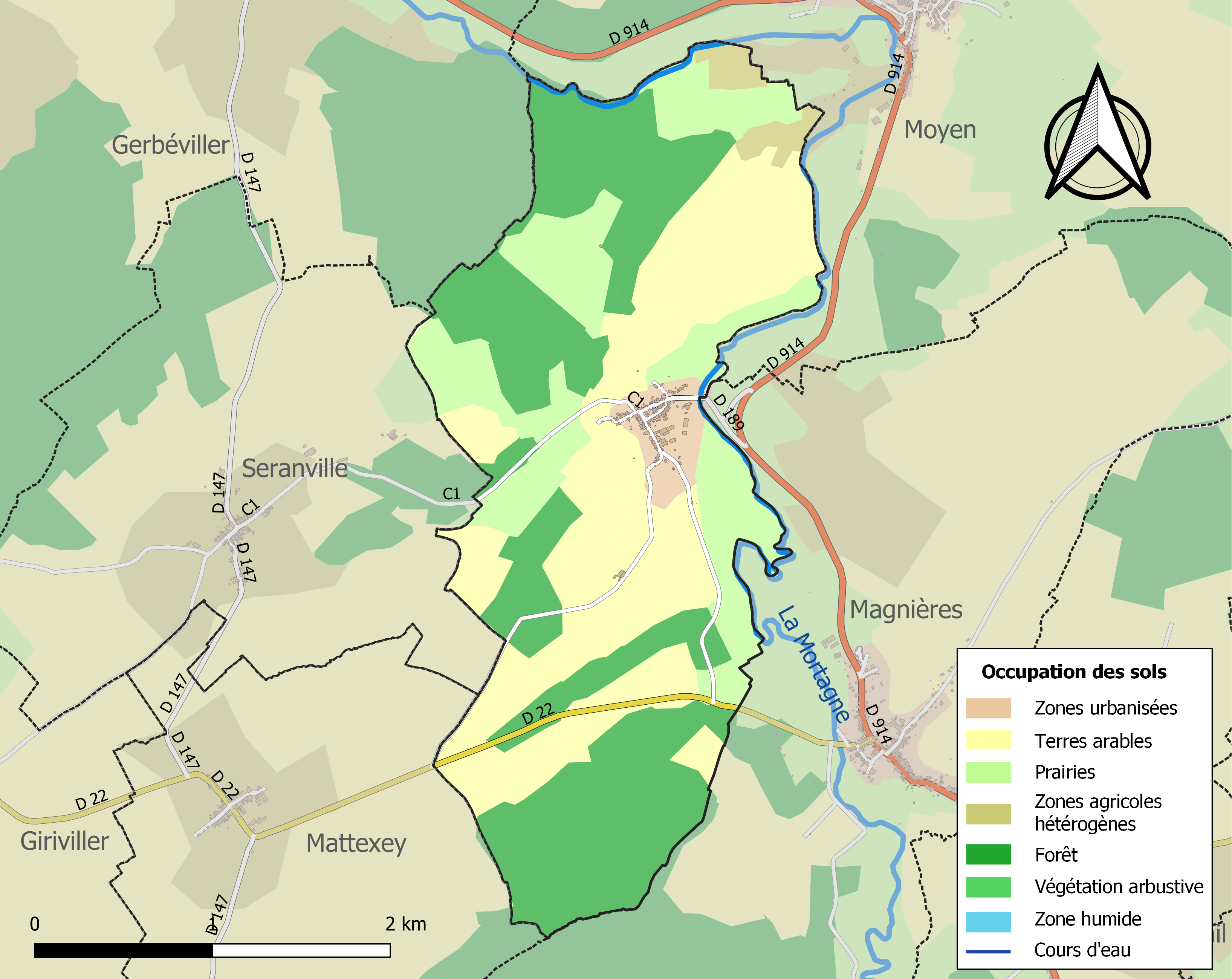
Carte des infrastructures et de l'occupation des sols de la commune en 2018 (CLC).

## Toponymie
Le toponyme s'écrit Valloys en 1189, Valloy en 1703 et Vallois en 1710. La monographie de 1889 cite Valesia comme ancien nom sans aucune référence.
Connaissant la position du village en fond de vallée, on est tenté de relier le toponyme actuel au latin vallis qui signifie « vallée », sans doute avec le sens de vallon. Ernest Nègre confirme cette explication. Pour lui, le toponyme s'est formé sur un adjectif relatif à vallée en langue d'oïl. Cependant, on ne peut pas exclure un lien avec le latin médiéval vallatum qui signifie « enceinte ».
Fait assez rare, la monographie de Vallois donne la liste des lieux-dits locaux en français et en lorrain roman (patois).

## Folklore
Les habitants étaient surnommés en lorrain-roman (patois) : "les lampons". Probablement de lamper pour se moquer de ceux qui boivent beaucoup.
Il existait aussi un quolibet se moquant de la prétendue médiocre qualité du vin local : "le vin de Vallois, plus on en boit, plus il met droit". On constate surtout que le nom de la commune se prête aisément à ces rimes faciles.

## Histoire
Henri Lepage ne trouve qu'un seul document antérieur au XVIIIe siècle concernant cette Commune. Il s'agit d'une charte de 1189 par laquelle le Duc Simon confirme différentes donations en faveur de l'abbaye de Beaupré. Le même auteur parle de l'ermitage de Bouxières situé au Nord du territoire communal, disparu à la fin du XVIIIe siècle. Les lieux-dits y font également références.
En 1710, le patronage de la cure appartient à l'abbaye de Moyenmoutier. À la Révolution, elle appartient à l'évêque de Saint-Dié.
Le 11 janvier 1726, les Recollets, "religieux réformés", furent autorisés à s'installer à Vallois.
À la Révolution française, Vallois faisait partie du marquisat de Gerbéviller, bailliage de Lunéville, généralité et parlement de Nancy avec les coutumes de Lorraine.
La monographie de Vallois donne la liste des institutrices et instituteurs de 1770 à 1888 et celle des maire de 1799 à 1888.
En 1836, il existait encore deux moulins à grains sur le territoire, dont un au moins était sur la Mortagne.
En 1889, il y avait encore 36 hectares de vignes ; celles-ci ont occupé jusqu'à 43 hectares.
En 1944, c'est à Vallois que la 2e DB franchit la Mortagne.

### Énergie hydraulique
Il existait à Vallois, au moins depuis le XVIIIe siècle, un moulin entraîné par la force hydraulique de la Mortagne. Au XIXe siècle, Il appartint au marquisat de Gerbéviller jusqu'en 1866. Les petites annonces des journaux de l'époque montrent que le moulin était régulièrement remis en location. Il semble que les meuniers aient eu de grandes difficultés financières. Cela est sans doute dû à une concurrence très forte puisque la même rivière comptait, à proximité immédiate, des moulins concurrents à Deinvillers, Magnières, Moyen, Gerbéviller et Xermaménil.
Au début du XXe siècle, Il devint une unité de production électrique. L'alternateur avait une puissance de 93 chevaux. Il était entraîné par une turbine hydraulique d'une puissance nominale de 100 chevaux. L'industriel avait un contrat d'alimentation de l'éclairage public des communes de Vallois, Magnières, Moyen et Gerbéviller.
Selon d'anciens habitants du secteur, le site a été transformé en féculerie mais on ne sait pas si c'est avant ou après l'usine d'électricité.

## Politique et administration

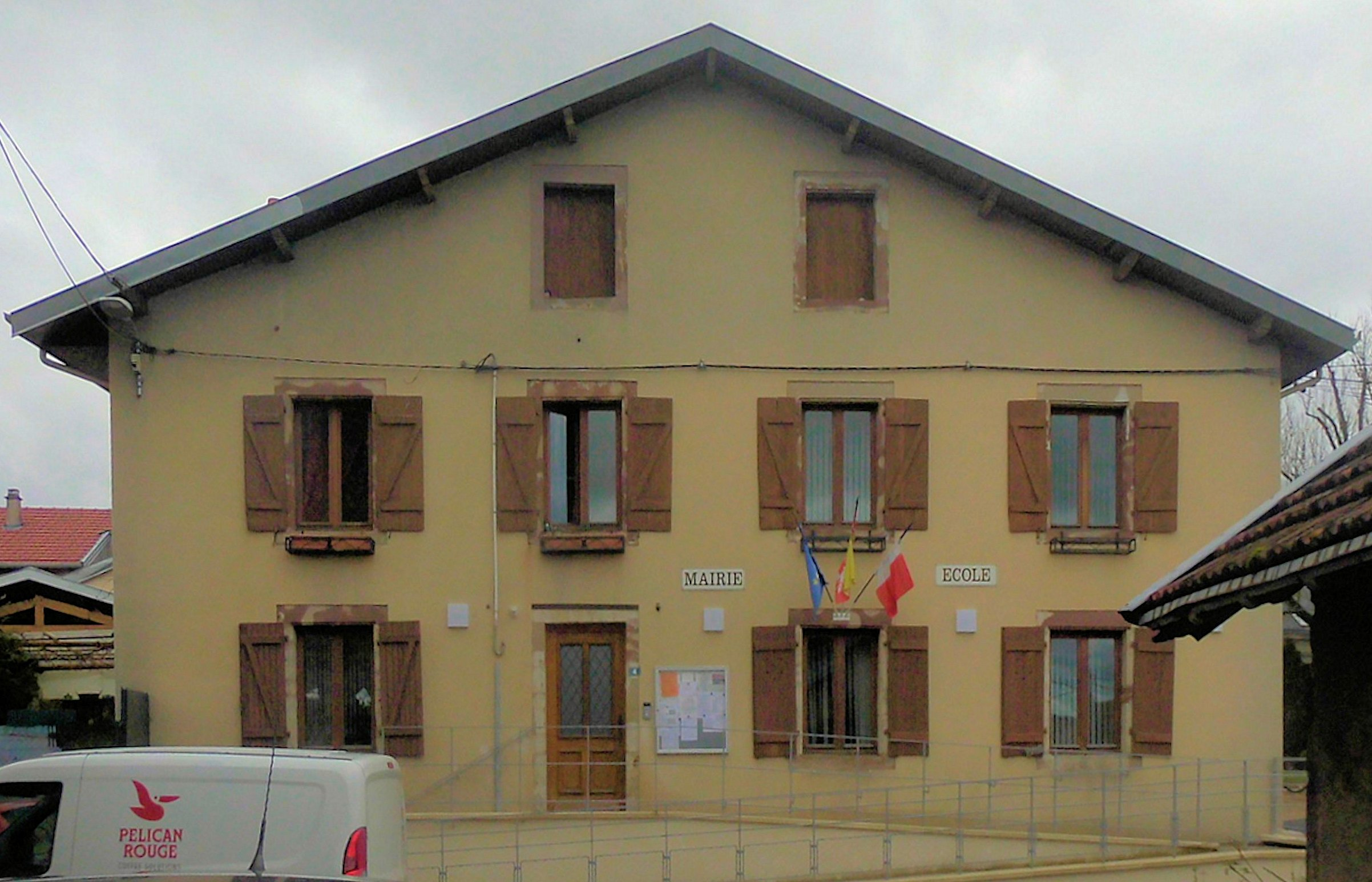
La mairie-école.

## Population et société

### Démographie
L'évolution du nombre d'habitants est connue à travers les recensements de la population effectués dans la commune depuis 1793. Pour les communes de moins de 10 000 habitants, une enquête de recensement portant sur toute la population est réalisée tous les cinq ans, les populations de référence des années intermédiaires étant quant à elles estimées par interpolation ou extrapolation. Pour la commune, le premier recensement exhaustif entrant dans le cadre du nouveau dispositif a été réalisé en 2006.

En 2022, la commune comptait 124 habitants, en évolution de −19,48 % par rapport à 2016 (Meurthe-et-Moselle : −0,13 %, France hors Mayotte : +2,11 %).
| 1793 | 1800 | 1806 | 1821 | 1831 | 1836 | 1841 | 1846 | 1851 |
| ---- | ---- | ---- | ---- | ---- | ---- | ---- | ---- | ---- |
| 370  | 413  | 420  | 445  | 470  | 510  | 503  | 498  | 477  |

| 1856 | 1861 | 1872 | 1876 | 1881 | 1886 | 1891 | 1896 | 1901 |
| ---- | ---- | ---- | ---- | ---- | ---- | ---- | ---- | ---- |
| 437  | 402  | 383  | 370  | 336  | 320  | 281  | 283  | 273  |

| 1906 | 1911 | 1921 | 1926 | 1931 | 1936 | 1946 | 1954 | 1962 |
| ---- | ---- | ---- | ---- | ---- | ---- | ---- | ---- | ---- |
| 251  | 268  | 174  | 173  | 182  | 172  | 155  | 159  | 133  |

| 1968 | 1975 | 1982 | 1990 | 1999 | 2006 | 2011 | 2016 | 2021 |
| ---- | ---- | ---- | ---- | ---- | ---- | ---- | ---- | ---- |
| 111  | 121  | 110  | 141  | 144  | 144  | 146  | 154  | 135  |

| 2022 | - | - | - | - | - | - | - | - |
| ---- | - | - | - | - | - | - | - | - |
| 124  | - | - | - | - | - | - | - | - |

## Culture locale et patrimoine

### Lieux et monuments
- Vestiges de villa gallo-romaine dans le bois de Lana : hypocauste, peintures murales, substructions diverses.
- Église Saint-Léonard 18e : tour massive de l'église primitive 15e. Selon Henri Lepage, l'église "a été rebâtie à neuf" en 1771. Les cloches datent de 1872. Elles ont été fondues à partir des anciennes cloches par Perrin-Martin de Robécourt[18].

### Héraldique, logotype et devise
| Blason de Vallois | Blason  | D'azur à la fasce d'argent chargée d'une aiglette de gueules et accompagnée de trois étoiles d'or.                          |
| Blason de Vallois | Détails | Ce sont les armes d'Africain Henart, seigneur de Vallois au XVIIIe siècle. Le statut officiel du blason reste à déterminer. |